# 墨脱园蛛
墨脱园蛛（学名：Araneus motuoensis）为园蛛科园蛛属的动物。在中国大陆，分布于西藏等地。该物种的模式产地在西藏墨脱。